# Wikipédia en gallois
Wikipédia en gallois (en gallois : Wicipedia Cymraeg) est l’édition de Wikipédia en gallois, langue celtique brittonique parlée au Pays de Galles au Royaume-Uni. L'édition est lancée en juillet 2003. Son code est : cy.
Au 20 mars 2025, l'édition en gallois contient 281 917 articles et compte 96 266 contributeurs, dont 124 contributeurs actifs et 11 administrateurs.
Les autres Wikipédia en langue celtique sont, pour les langues brittoniques, la Wikipédia en breton qui en compte 87 990 et la Wikipédia en cornique qui en compte 7 088 et, pour les langues gaéliques, la Wikipédia en irlandais qui compte 61 556 articles, la Wikipédia en mannois qui en compte 6 854 et la Wikipédia en gaélique écossais qui en compte 15 987.

## Présentation

Évolution de l'aire de diffusion du cornique.

## Statistiques
- En février 2009, l'édition en gallois compte quelque 21 400 articles et 4 300 utilisateurs enregistrés, et en novembre 2018, elle comptait 101 641 articles.
- Le 2 octobre 2022, elle contient 277 461 articles et compte 74 649 contributeurs, dont 113 contributeurs actifs et 16 administrateurs.
- Le 19 août 2024, elle contient 280 922 articles et compte 91 859 contributeurs, dont 113 contributeurs actifs et 16 administrateurs.